# Chiesa di San Leonardo (Correzzola)
La chiesa di San Leonardo è la parrocchiale di Correzzola, in provincia e diocesi di Padova; fa parte del vicariato del Piovese.

## Storia
Nel 1129 la villa di Correzzola venne ceduta all'abbazia di Santa Giustina di Padova da Guido e Giuditta de' Crescenzi.
Nella decima papale del 1297 è citata l'ecclesia S.Leonardi de Corezzola, forse fondata dai monaci padovani; questa, retta da tale pre' Uberto, era filiale della pieve di Sant'Agostino di Bovolenta e godeva di un beneficio di diciassette lire.
Dalla relazione della visita pastorale del 1489 del vescovo Pietro Barozzi s'apprende che l'edificio misurava circa 10 m in lunghezza e poco meno di 7 m in larghezza, che era dotato di due altari e del campanile e che era frequentato solo dai monaci, mentre i fedeli dovevano assistere alle funzioni nella parrocchiale di Terranova. 
Nel 1516 l'antica cappella situata sull'argine del vecchio corso del Bacchiglione fu sostituita da una nuova chiesa in paese edificata grazie all'interessamento dei monaci benedettini; la consacrazione venne poi impartita il 21 settembre 1517.
Nel XVII secolo la facciata fu rimaneggiata, mentre poi nel 1769 la chiesa passò al clero diocesano. Nel 1906 venne scoperto un antico affresco dipinto sulla parete dell'abside; siccome rischiava di venir danneggiato dalle oscillazioni che il campanile trasmetteva alla chiesa, si decise di demolire la torre e di realizzarne una nuova a distanza di alcuni metri, che venne ultimata nel 1909.
Nella seconda metà del XX secolo fu demolito il controsoffitto, ormai troppo deteriorato, e si procedette pure al restauro del presbiterio.

## Descrizione

### Esterno
La facciata della chiesa, a capanna, è suddivisa in due registri; quello inferiore si compone di un portico, caratterizzato da tre archi a sesto ribassato sorretti centralmente da due colonne e ai lati da due semicolonne addossate a pilastri, mentre quello superiore, tripartito da quattro lesene doriche, presenta tre rosoni ed è coronato dal timpano triangolare, nel quale è collocato uno stemma in pietra calcarea.

### Interno
L'interno della chiesa si compone di un'unica navata coperta dal soffitto a capriate lignee, sui lati della quale sono collocati due altari; al termine dell'aula si apre il presbiterio, introdotto dall'arco santo posto fra due ulteriori altari, nel quale è conservato l'affresco raffigurante la Madonna con Gesù Bambino tra i Santi Leonardo e Prosdocimo.
Altre opere di pregio qui conservate sono i dipinti ottocenteschi ritraenti i Discepoli di Emmaus e il Mandato a Pietro, la pala con la Madonna col bambino assieme a Santa Giustina e i medaglioni in cui sono rappresentati i santi Chiara, Tarcisio, Stefano e Pasquale Baylon.